# آدم أير الرحلة 574
رحلة آدم إير رقم 574 (KI574 أو DHI574)، هي رحلة ركاب محلية مجدولة تديرها شركة آدم إير بين المدن الإندونيسية جاكرتا وسورابايا ومانادو. في 1 يناير 2007، تحطمت الطائرة في مضيق ماكاسار بالقرب من بوليوالي في سولاويزي، مما أسفر عن مقتل جميع الأشخاص البالغ عددهم 102 على متنها. يُعد هذا الحادث أخطر كارثة لطائرة بوينج 737-400.
أجرى المحققون تحقيقًا شاملًا، وصدر التقرير النهائي في 25 مارس 2008، الذي أشار إلى أن الطيارين فقدوا السيطرة على الطائرة بسبب انشغالهم بمحاولة إصلاح نظام الملاحة بالقصور الذاتي، وفصل الطيار الآلي عن طريق الخطأ. على الرغم من سلسلة من حوادث السلامة التي واجهتها آدم إير، والتي أدت إلى إغلاق الشركة في عام 2008، كان هذا الحادث الوحيد الذي أسفر عن وفيات في تاريخ شركة الطيران الذي امتد لخمس سنوات.
ساهم الحادث، إلى جانب حوادث أخرى مثل تحطم رحلة آدم إير 172، في تخفيض الولايات المتحدة لتصنيف سلامة الطيران الإندونيسي. كما أدى إلى إصلاحات كبيرة في مجال سلامة النقل الجوي في إندونيسيا، بما في ذلك حظر الاتحاد الأوروبي لجميع شركات الطيران الإندونيسية من العمل في أجوائه لعدة سنوات. بعد عدة تحذيرات من السلطات الإندونيسية لشركة آدم إير لتطبيق لوائح السلامة دون جدوى، تم حظر الشركة من الطيران في مارس 2008، وأعلنت إفلاسها في يونيو من نفس العام.